# Jakub Voráček
Jakub Voráček (ur. 15 sierpnia 1989 w Kladnie) – czeski hokeista, reprezentant Czech, olimpijczyk.

## Kariera
- HC Kladno U18, U20 (2002-2006)
- HC Kladno (2005)
- Halifax Mooseheads (2006-2008)
- Columbus Blue Jackets (2008-2011)
- Philadelphia Flyers (2011-)
  -  HC Lev Praga (2012-2013)

Wychowanek klubu HC Kladno, w którym grał w zespołach juniorskich, a w pierwszej drużynie seniorskiej wystąpił w jednym spotkaniu. W drafcie do kanadyjskich rozgrywek juniorskich CHL z 2006 został wybrany przez klub Halifax Mooseheads z numerem 1. W jego barwach przez dwa sezony grał w lidze QMJHL. W drafcie NHL z 2007 został wybrany przez Columbus Blue Jackets. Od czerwca 2011 zawodnik Philadelphia Flyers. W lipcu 2012 roku przedłużył kontakt z klubem o cztery lata. Od września 2012 do stycznia 2013 roku na okres lokautu w sezonie NHL (2012/2013) zawodnik HC Lev Praga (wraz z nim kontrakt podpisał Jiří Hudler). W lipcu 2015 przedłużył kontrakt z Flyers o osiem lat.
Uczestniczył w turniejach mistrzostw świata 2010, 2011, 2013, 2015, 2017 (w 2015, 2017 kapitan kadry), 2019, zimowych igrzysk olimpijskich 2014, Pucharu Świata 2016.
Jego agentem został były hokeista, Petr Svoboda.

## Sukcesy

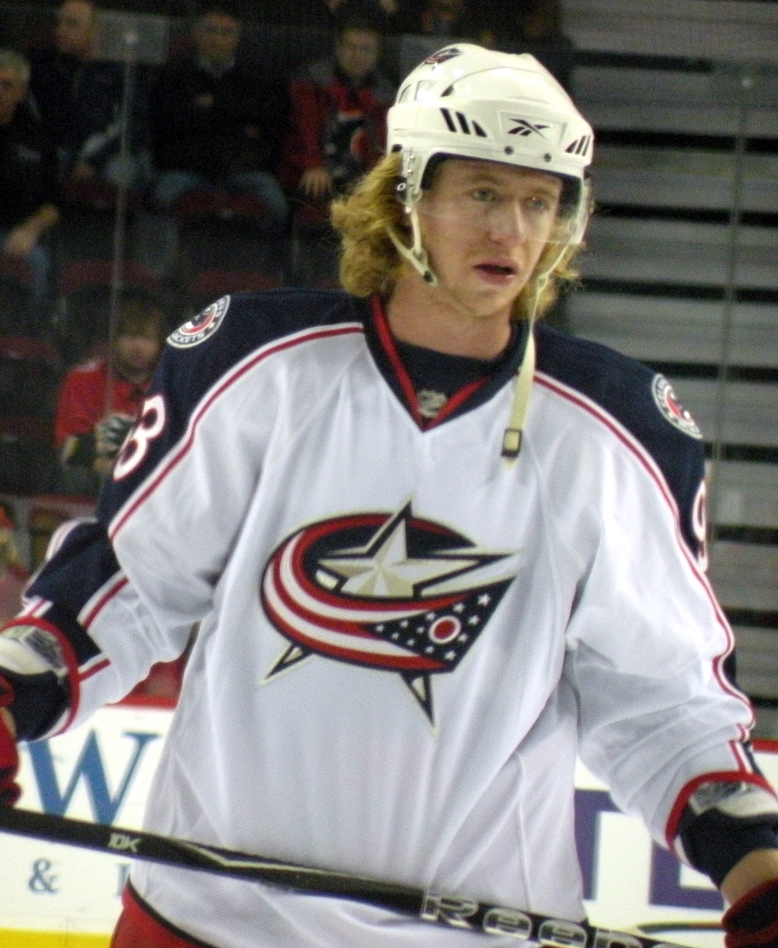
Jakub Voráček w barwach Columbus Blue Jackets (2009)

Reprezentacyjne
- Brązowy medal mistrzostw świata juniorów do lat 18: 2006
- Złoty medal mistrzostw świata: 2010
- Brązowy medal mistrzostw świata: 2011

Klubowe
- Złoty medal mistrzostw Czech do lat 18: 2003 z HC Kladno
- Złoty medal mistrzostw Czech do lat 20: 2006 z HC Kladno

Indywidualne
- Mistrzostw Czech do lat 18 w sezonie 2002/2003:
  - Pierwsze miejsce w klasyfikacji asystentów: 39 asyst
- QMJHL / CHL 2006/2007:
  - CHL Top Prospects Game
  - Pierwsze miejsce w klasyfikacji asystentów wśród pierwszoroczniaków: 63 asyst
  - Pierwsze miejsce w klasyfikacji kanadyjskiej wśród pierwszoroczniaków: 86 asyst
  - Michel Bergeron Trophy - nagroda dla najlepszego ofensywnego pierwszoroczniaka sezonu QMJHL
  - Coupe RDS - nagroda dla najlepszego pierwszoroczniaka sezonu QMJHL
- QMJHL 2007/2008:
  - Skład gwiazd ligi
- Mistrzostwa Świata Juniorów w Hokeju na Lodzie 2010/Elita:
  - Jeden z trzech najlepszych zawodników reprezentacji
- Mistrzostwa Świata w Hokeju na Lodzie 2013/Elita:
  - Szóste miejsce w klasyfikacji asystentów turnieju: 6 asyst
  - Jeden trzech najlepszych zawodników reprezentacji[7]
- NHL (2012/2013):
  - Pelle Lindbergh Memorial Trophy (nagroda w ramach zespołu Philadelphia Flyers dla zawodnika, który uczynił największe postępy od ostatniego sezonu)
- Mistrzostwa Świata w Hokeju na Lodzie 2015/Elita:
  - Jeden z trzech najlepszych zawodników reprezentacji na turnieju[8]
- NHL (2014/2015):
  - Drugie miejsce w klasyfikacji asystentów w sezonie zasadniczym: 59 asyst
  - Piąte miejsce w klasyfikacji kanadyjskiej w sezonie zasadniczym: 81 punktów
  - NHL All-Star Game
  - Pierwszy skład gwiazd sezonu
- Mistrzostwa Świata w Hokeju na Lodzie 2017/Elita:
  - Jeden z trzech najlepszych zawodników reprezentacji w turnieju[9]
- Mistrzostwa Świata w Hokeju na Lodzie 2019/Elita:
  - Drugie miejsce w klasyfikacji asystentów turnieju: 12 asyst (ex aequo)[10]
  - Trzecie miejsce w klasyfikacji kanadyjskiej turnieju: 16 punktów (ex aequo)[11]

Wyróżnienie
- Złoty Kij: 2015